# John Mollo
John Mollo (Londres, 18 de março de 1931 - 25 de outubro de 2017) foi um figurinista britânico. Venceu o Oscar de melhor figurino na edição de 1978 por Star Wars e na edição de 1983 pelo filme Gandhi.